# Kanton Deuil-la-Barre
Kanton Deuil-la-Barre (fr. Canton de Deuil-la-Barre) je francouzský kanton v departementu Val-d'Oise v regionu Île-de-France. Tvoří ho čtyři obce. Zřízen byl v roce 2015.

## Obce kantonu
- Deuil-la-Barre
- Groslay
- Montmagny
- Saint-Brice-sous-Forêt